# Gennadij Strekalov
Gennadij Michajlovič Strekalov, rusky Геннадий Михайлович Стрекалов (28. října 1940 Mytišči u Moskvy, SSSR – 25. prosince 2004 Moskva) byl sovětský a ruský kosmonaut ruské národnosti, který létal na Sojuzech a letěl i v americkém raketoplánu.

## Život
Střední školu absolvoval v Kaliningradu, ukončil ji v roce 1957. Pak následovalo Vyšší technické učiliště N.E.Baumanna v Moskvě, zaměření strojní inženýr. Studium ukončil v roce 1965. Univerzitu marxismu-leninismu absolvoval v Kaliningradu v letech 1965-1968 a poté už během přípravy a letů se stal kandidátem technických věd (1986). Pracoval v konstrukční kanceláři Koroljova v NPO Energija a pak strávil přes 20 let ve Hvězdném městečku. Byl ženatý, měl dcery Natašu a Táňu, manželka se jmenuje Lída. Zemřel v Moskvě na rakovinu ve svých 64 letech.

## Lety do vesmíru
Poprvé letěl roku 1980 na Sojuzu T-3 společně s Kizimem a Makarovem k orbitální stanici Saljut 6. Měl zde funkci kosmonout - výzkumník. Byli 30. plavidlem u Saljutu s pověřením provést revizi stanice a řadu potřebných oprav. Startovali z kosmodromu Bajkonur, přistáli na padáku v Kazašské SSR..
O tři roky později letěl v Sojuzu T-8, ovšem spojit se s Saljutem 7 se jim nepodařilo, tak se posádka ve složení Titov, Serebrov, Strekalov vrátila domů. Při prvním startu přežil havárii nosné rakety Sojuz díky záchrannému systému SAS.
Rok poté letěl potřetí v Sojuzu T-11 na týdenní let, tentokrát se na Saljut 7 dostal s kolegy Malyševem a Indem Šarmou v pořádku.
V roce 1990 letěl do vesmíru počtvrté s Manakovem na novém typu Sojuzu TM-10, aby se stal součástí sedmé základní posádky na orbitální stanici Mir. Tehdy na ní strávil 130 dní.
Na orbitální stanici Mir se vrátil při svém pátém letu v roce 1995 se Sojuzem TM-21, opět zde pobyl přes 3 měsíce. V Sojuzu TM-21 s ním letěli Děžurov a první Američan startující v ruské lodi Norman Thagard. Během letu bylo ve vesmíru na lodích a ve stanici současně 13 kosmonautů. Dolů se vrátil v raketoplánu Atlantis s přistáním na Floridě.
Celkem vzlétl ze Země pětkrát a ve vesmíru strávil 268 dní. Je evidován jako 99 kosmonaut Země.
- Sojuz T-3 (27. listopadu 1980 – 10. prosince 1980)
- Sojuz T-8 (20. dubna 1983 – 22. dubna 1983)
- Sojuz T-11, Sojuz T-10 (3. dubna 1984 – 11. dubna 1984)
- Sojuz TM-10 (1. srpna 1990 – 10. prosince 1990)
- Sojuz TM-21, STS-71 Atlantis (14. března 1995 – 7. července 1995)